# 钢铁冶金学

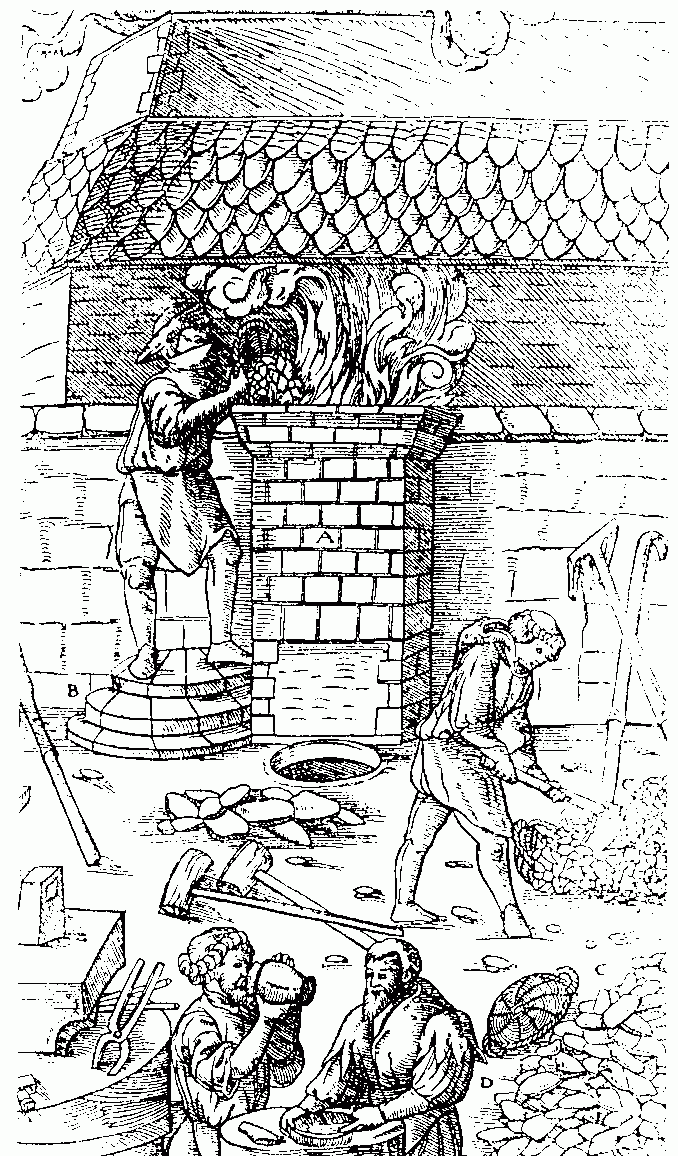
中世纪，人們使用鍛鐵爐冶煉鐵.

鋼鐵冶金學涵盖鐵及鐵合金的冶煉工藝。鋼鐵冶煉可追溯到史前時期。现存最早的鐵制品，起源於公元前4000年左右的埃及，由源自隕石的鐵鎳合金制成。人們開始從鐵礦中冶煉鐵的最早時間和最早地點尚未有明確的發現。但是，在公元前2000年左右，鐵礦煉鐵的技術已經存在於撒哈拉以南的非洲。

## 歷史
公元前1000年左右，人们开始生产熟铁。熟铁的大规模使用，开启了铁器时代。从中世纪开始，欧洲产生了通过锻铁炉从铸铁(此处实际上仍是某种生铁，称为Pig Iron （页面存档备份，存于）)冶炼熟铁的方法。
第一次工业革命之前，中国歷朝在钢铁冶金长期落后世界领先水平，包括刀具，盔甲不如西方。在欧洲工业革命开始后，使用焦炭冶铁的工艺在钢铁冶金上掀起了翻天覆地的变化，使得欧洲各国生铁产量在18-19世纪急速上升，并很快取代了中国冶铁第一大国的地位。值得一提的是，当今出土的宋代末期官窑已有使用焦炭冶铁的例子，但显然时年尚未普及。
1850年后主要使用的炼钢法包括贝塞麦转炉炼钢法、平炉炼钢法、电弧炉法和碱性氧气法等。
时至今日，由于铁路、建筑等行业的庞大需求，中国大陆的钢铁产量已常年稳居世界首位，不过这同时也导致了近年来其国内钢铁供过于求的问题。

## 参阅
- 大馬士革鋼
- 铁器时代
- 诺克文化